# Кавало (Верона)
Кавало је насеље у Италији у округу Верона, региону Венето.
Према процени из 2011. у насељу је живело 366 становника. Насеље се налази на надморској висини од 604 м.